# SAP HANA
SAP HANA – implementacja przetwarzania danych w pamięci RAM firmy SAP SE.
Składa się z czterech komponentów:
- SAP HANA DB (lub HANA DB) – bazy danych w pamięci (ang. in-memory database),
- SAP HANA Studio – zestawu narzędzi oferowanych przez SAP do obsługi i modelowania danych,
- SAP HANA Appliance – certyfikowanych przez firmę SAP serwerów, przeznaczonych do instalacji i obsługi HANA DB oraz zestawu narzędzi do transformacji i replikacji pomocnych podczas przenoszenia danych z innych systemów i baz danych do bazy danych HANA,
- SAP HANA Application Cloud – infrastruktury opartej na przetwarzaniu w chmurze.

Technologia SAP In-Memory Appliance wykorzystuje duże ilości pamięci operacyjnej RAM (128 GiB, 256 GiB, 512 GiB, 1 TiB lub więcej w zależności od pożądanej mocy obliczeniowej serwera), wielordzeniowe procesory umożliwiające równoległe przetwarzanie danych oraz szybkie dyski Solid State Drive zamiast tradycyjnych dysków twardych w celu zapewnienia lepszej wydajności dla aplikacji transakcyjnych i analitycznych. Dzięki zastosowaniu takich komponentów silnik in-memory może prezentować dane transakcyjne lub z hurtowni danych w czasie zbliżonym do rzeczywistego. Platforma SAP HANA pozwala na wykonywanie w czasie rzeczywistym operacji na danych i analiz o dowolnej szczegółowości, stopniu agregacji i liczbie wymiarów. Wyraźnych wzrostów wydajności można spodziewać się w przetwarzaniu dużych wolumenów danych.
Podczas gdy wcześniej skrót HANA był rozwijany jako Hasso’s New Architecture (w odniesieniu do współzałożyciela firmy SAP – Hasso Plattnera) lub High Performance Analytic Appliance, obecnie HANA jest nazwą, a nie akronimem.

## SAP HANA DB

### Wydajność
Baza danych HANA DB jest głównym komponentem rozwiązania SAP HANA. W odróżnieniu od klasycznych, relacyjnych baz danych HANA DB w całości rezyduje w pamięci operacyjnej serwera, a system dyskowy wykorzystuje jedynie do zapisu stanu pamięci lub wykonywania kopii bezpieczeństwa. Dzięki temu, że wszystkie dane znajdują się w pamięci operacyjnej eliminuje się konieczność ładowania danych z plików znajdujących się w systemie dyskowym. Taka architektura znacznie przyspiesza procesy zapytań i analizy danych w bazie danych zlokalizowanej w całości w pamięci, ponieważ dyskowe operacje wejścia/wyjścia (ang. I/O) są często „wąskim gardłem” przepustowości całego systemu. Jest w 100% zgodna z ACID.
Zastosowane rozwiązania optymalizacyjne w zakresie przechowywania i zarządzania informacją w HANA DB:
- zapis kolumnowy danych jako podstawowy sposób przechowywania informacji (obok typowego zapisu wierszowego),
- kompresja danych,
- partycjonowanie tablic,
- wykorzystanie delty do operacji wstawiania nowych danych.

Przechowywanie danych w kolumnach tablicy zamiast tradycyjnego przechowywania w wierszach pozwala na gromadzenie danych tego samego typu w jednej kolumnie. Dzięki temu możliwe jest zastosowanie skutecznych i wydajnych mechanizmów kompresji danych pozwalających na zmniejszenie zapotrzebowania na pamięć oraz szybszych czasów dostępów do danych. Według SAP przetwarzanie w oparciu o pamięć operacyjną jest nawet do 1000 razy szybsze niż w przypadku tradycyjnych operacji na dysku.

### Dodatkowa funkcjonalność
Oprócz zapewnienia wydajności rozwiązanie SAP HANA zawiera wbudowane elementy dodatkowe:
- silnik przetwarzania grafów (szukanie najlepszej ścieżki).
- silnik tekstowy (wyszukiwanie w danych nieustrukturalizowanych).
- biblioteka funkcji biznesowych (do wykorzystania przez zewnętrzne aplikacje).
- biblioteka funkcji predykcji[8] (np. clustering, analiza ABC, algorytm C4.5, regresja liniowa).
- Wbudowany język R do obliczeń statystycznych[9].

## Wydania
SAP HANA powstały na bazie Sybase IQ – serwera analitycznego firmy Sybase, która została przejęta przez SAP w maju 2010 r.
Wersje:
- SP0 – wydana 20 listopada 2010(dts) r. pierwsza, publiczna wersja HANA.
- SP1 – wydana 20 czerwca 2011(dts) r.
- SP2 – wydana 27 czerwca 2011(dts) r.
- SP3 – wydana 7 listopada 2011(dts) r.
- SP4 – wydana 4 maja 2012(dts) r.
- SP5 – wydana 21 grudnia 2012(dts) r.[11]
- SP6 – wydana 3 lipca 2013(dts) r.[12]
- SP7 – wydana 3 lipca 2013(dts) r.[13]
- SP8 – wydana 28 maja 2014(dts) r.[14]

## Przykłady wdrożeń
- Grupa CEDC – pierwszy klient w Polsce, który zdecydował się na zakup i wdrożenie SAP HANA w celu utworzenia platformy hurtowni danych – za wdrożenie odpowiedzialna była firma SID Group[15].
- National Basketball Association (NBA) – wybrało platformę SAP HANA, aby stworzyć na jej podstawie rozbudowany serwis statystyczny dla kibiców w portalu stats.nba.com. Praktycznie nieograniczone ilości informacji i dane od 1946 r. udostępniane będą w czasie rzeczywistym dla kibiców[16][17]
- Uniwersytet Harvarda – wykorzystuje SAP HANA w połączeniu z językiem R, text mining i zapytań SQL opartych na logice rozmytej[18].
- Nomura Research Institute (NRI) – dostawca usług IT dla sektora transportowego przeszukuje z pomocą SAP HANA 336 milionów rekordów z 13 tys. taksówek na temat ruchu ulicznego w Tokio w czasie niewiele dłuższym niż jedna sekunda. Szybka interpretacja tak ogromnych danych pozwala firmom taksówkowym kierować swoje pojazdy efektywniej i w czasie rzeczywistym[19]
- PKP Polskie Linie Kolejowe S. A. – system bazodanowy dla hurtowni SAP Business Warehouse oraz dla silnika dla analityki biznesowej (platforma raportowa BI/BW z wielokrotnie skróconym procesem raportowania)

## Społeczność programistów
Społeczność programistów wykorzystujących SAP HANA to SAP HANA Developers Center, oferujący dostęp do materiałów, forum oraz serwerów SAP HANA z bezpłatną licencją deweloperską hostowane w publicznej chmurze (do wyboru m.in. AWS, CloudShare, Microsoft Azure itd.).